# هنریک لارسن (بازیکن فوتبال دانمارکی)
هنریک لارسن (انگلیسی: Henrik Larsen؛ زادهٔ ۱۷ مهٔ ۱۹۶۶) بازیکن فوتبال اهل دانمارک است.
از باشگاه‌هایی که در آن بازی کرده‌است می‌توان به باشگاه فوتبال پیزا، باشگاه فوتبال استون ویلا، و باشگاه فوتبال کپنهاگن اشاره کرد.
وی همچنین در تیم ملی فوتبال دانمارک بازی کرده‌است.